# I Apologize
I Apologize is een nummer van de Nederlandse band Krezip. Het nummer werd uitgebracht als derde single van hun derde studioalbum What are you waiting for. I Apologize werd geen groot succes in de hitlijsten, het behaalde de dertigste plaats in de Nederlandse Top 40.

## Achtergrond
I Apologize werd geschreven door Jacqueline Govaert, in samenwerking met het Amerikaanse duo Wizards of Oz. Het nummer werd uitgebracht in de wintermaanden van 2005. Volgens zangeres Jacqueline Govaert laat Krezip in het nummer, net zoals op het gehele album, minder haar eigen gezicht zien. De zangeres noemt het daarom niet haar beste werk ooit.
De tekst van I Apologize gaat over het moeite hebben met "sorry zeggen". De verteller heeft vele dingen gedaan waar ze spijt van heeft, maar heeft zich daarvoor nooit verontschuldigd. In het nummer wordt, ondanks de moeite die ermee gepaard gaat, sorry gezegd voor alle fouten uit het verleden ("I apologize, lay down my pride").

## Videoclip
In de videoclip bij het nummer is te zien hoe Jacqueline Govaert aanbelt bij een huis. Er wordt niet opengedaan, wanneer de zangeres weer vertrekt en begint met zingen. Tijdens het lopen door de stad en over het strand, overdenkt ze haar fouten, waar ze sorry voor wilde zeggen. De videoclip werd geregisseerd door Gerd Schelfhout. Govaert is het enige Krezip-lid dat in de clip te zien is. De videoclip werd opgenomen in Brighton en ging op TMF in première op 3 november 2005.

## Hitnotering
| I Apologize in de Nederlandse Top 40 binnen 1 december 2005 | I Apologize in de Nederlandse Top 40 binnen 1 december 2005 | I Apologize in de Nederlandse Top 40 binnen 1 december 2005 | I Apologize in de Nederlandse Top 40 binnen 1 december 2005 | I Apologize in de Nederlandse Top 40 binnen 1 december 2005 |
| Week                                                        | 1                                                           | 2                                                           | 3                                                           |                                                             |
| ----------------------------------------------------------- | ----------------------------------------------------------- | ----------------------------------------------------------- | ----------------------------------------------------------- | ----------------------------------------------------------- |
| Nummer                                                      | 33                                                          | 30                                                          | 35                                                          | uit                                                         |

## Tracklist
1. "I Apologize" - 03:06
2. "Don't Look Back In Anger" (Live at Sky Radio) - 03:55